# Chambonas
Chambonas település Franciaországban, Ardèche megyében. Lakosainak száma 978 fő (2022. január 1.). Chambonas Les Assions, Gravières, Payzac, Saint-Pierre-Saint-Jean, Les Salelles és Les Vans községekkel határos.

## Népesség
A település népességének változása:
| Lakosok száma | 605  | 520  | 552  | 595  | 665  | 854  | 905  | 941  | 955  | 978  |
|               | 1968 | 1982 | 1990 | 2006 | 2013 | 2015 | 2017 | 2019 | 2020 | 2022 |